# Reach the Sky
I Reack the Sky sono stati un gruppo musicale statunitense, attivo fra il 1997 e il 2003.

## Storia

### Gli inizi (1997)
La band si forma a Boston nel 1997, e la prima formazione è formata da Ian Larrabee (voce), Chris Chasse (chitarra), Nick Serino (seconda chitarra), Dan Tammik (basso) e Jim McCormick (batteria).
Inizialmente la band sceglie il nome "Misled", ma decide di cambiarlo in Reach the Sky prima della registrazione del primo demo, che esce nel 1997 su Tortuga Records; pochi mesi dopo la band registra un secondo demo.
Subito dopo Serino lascia la band e viene rimpiazzato da Brendan Maguire. Poco dopo anche McCormick esce dal gruppo e al suo posto alla batteria arriva Mike Poorman, che però non viene accreditato nell'EP Open Roads and Broken Dreams, che esce nel luglio 1998. Dopo la pubblicazione di questo EP si registra un altro cambio di formazione: Mike Poorman, nella band da appena tre mesi, lascia la band e il gruppo rimane momentaneamente senza batterista. Nello stesso periodo viene pubblicato uno split con i With One Intent, composto da due tracce per band.

### I primi album e la crescita (1998-2001)
Nel dicembre 1998 la band trova un batterista temporaneo, Bob Mahoney, con la quale il gruppo registra un altro EP, Everybody's Hero, pubblicato dalla Victory Records. Nel frattempo Bob diventa batterista a tempo pieno, così la band riesce a registrare e pubblicare il suo primo album in studio, So Far From Home, sempre con la Victory.
Dopo una partecipazione al Warped Tour in estate, esce dal gruppo il bassista Dan Tammik, e la band, non riuscendo a trovare un rimpiazzo, decide di spostare il secondo chitarrista Brendan Maguire al basso; questa che è inizialmente una soluzione temporanea diventa definitiva e la band continua a suonare senza seconda chitarra.
Nel luglio 2000 esce, su Indecision Records, uno split con i Buried Alive, mentre nel novembre dello stesso anno la band è in studio per registrare un nuovo album. Nel gennaio 2001 esce uno split live con All Out War e Grey Area dal titolo NYC Takeover Volume I, mentre nel marzo 2001 esce il secondo album della band, Friends, Lies, and the End of the World.

### Ultimo EP e scioglimento (2002-2003)
Dopo una prolungata assenza dallo studio di registrazione per via degli impegni dal vivo, la band registra e pubblica il suo terzo EP The Transient Hearts nel 2002. Nell'estate dello stesso anno la band partecipa per la seconda volta al Warped Tour ma, alcuni mesi dopo, a causa di vari problemi personali dei componenti, la band si scioglie dopo aver suonato l'ultimo concerto il 9 febbraio 2003.

## Formazione

### Ultima
- Ian Larrabee - voce (1997-2003)
- Chris Chasse - chitarra (1997-2003)
- Brendan "Stu" Maguire - chitarra (1998-1999), basso (1999-2003)
- Bob Mahoney - batteria (1998-2003)

### Ex componenti
- Dan Tammik - basso (1997-1999)
- Mike Poorman - batteria (1998)
- Jim McCormick - batteria (1997-1998)
- Nick Serino - chitarra (1997)

## Discografia

### Album in studio
- 1999 - So Far from Home
- 2001 - Friends, Lies, and the End of the World

### EP
- 1998 - Open Roads and Broken Dreams
- 1999 - Everybody's Hero
- 2002 - The Transient Hearts

### Split
- 1998 - With One Intent/Reach the Sky
- 2000 - Buried Alive/Reach the Sky
- 2001 - NYC Takeover Volume I